# 230155 Francksallet
230155 Francksallet este un asteroid din centura principală de asteroizi.

## Descriere
230155 Francksallet este un asteroid din centura principală de asteroizi. A fost descoperit pe 26 august 2001 la Vicques de Michel Ory. Asteroidul prezintă o orbită caracterizată de o semiaxă mare de 2,36 ua, o excentricitate de 0,20 și o înclinație de 2,1° în raport cu ecliptica.